# 14568 Занотта
14568 Занотта (14568 Zanotta) — астероїд головного поясу, відкритий 19 липня 1998 року.
Тіссеранів параметр щодо Юпітера — 3,516.